# Titanic II
Titanic II je predlagana oceanska linijska ladja, ki bi bila replika Titanica. Nova ladja bi bila na izgled podobna Titanicu, bi pa uporabljala nove tehnologije in bi bila malce večjih dimenzij. Titanic II bi uporabljal dizelsko-električni pogon, medtem ko je originalni Titanic uporabljal parni stroj. Prav tako bi namesto kovic uporabljali varjene spoje.
Projekt je predstavil avstralski miljarder Clive Palmer leta 2012. Ladja naj bi sprva splula leta 2016, kasneje so datum prestavili na 2018, možno pa je tudi, da je sploh ne bodo zgradili.